# John Turtle Wood
John Turtle Wood (13 février 1821–25 mars 1890) était un architecte, ingénieur et archéologue anglais né à Hackney, découvreur du temple d'Artémis à Éphèse.

## Biographie

### Formation
Il était le fils de John Wood originaire du Shropshire et d'Elizabeth Turtle, son épouse. Il fit ses études à Rossall School à Fleetwood, puis étudia l'architecture avec des précepteurs à Cambridge et Venise. Il exerça son métier d'architecte à Londres de 1853, l'année où il épousa sa cousine Henrietta Elizabeth Wood, à 1858.

### Le temple d'Artémis à Éphèse
En 1858, Wood reçut une commande pour la construction des gares du chemin de fer de Smyrne à Aydın en Turquie. Là, il se passionna pour le temple d'Artémis à Éphèse qui avait disparu depuis cinq siècles. Il n'avait aucune qualification spécifique, à part son enthousiasme. En 1863, il avait obtenu que l'ambassadeur britannique à Constantinople négociât un firman l'autorisant à entreprendre des fouilles, mais aussi à exporter toutes les antiquités qu'il trouverait. En Turquie depuis 1858, Wood n'avait pas lu le livre de Falkener, mais il avait émis une hypothèse assez semblable : réussir à identifier un monument pour conjecturer ensuite la position du temple. Il considéra aussi, en tant qu'architecte, que Chersiphron avait dû choisir un plateau peu élevé, comme celui se trouvant à l'ouest de la ville pour y installer son bâtiment. Au printemps 1863, il engagea cinq ouvriers qui venaient d'être licenciés de son chantier de chemin de fer pour vérifier ses hypothèses. Il continua cependant à résider à Smyrne plutôt que sur place. Aussi, il devait faire le trajet aller-retour tous les jours. Il avait une heure et demie de marche entre son logement et la gare puis trois heures et demie de train pour couvrir les quatre-vingts kilomètres de Smyrne à Ayasoluk. Il creusait avec ses hommes pendant cinq à six heures, les plus chaudes de la journée, avant d'entamer le voyage du retour. En juin, ses ouvriers refusèrent de poursuivre les fouilles pendant l'été. Il ne réussit à les convaincre. Le travail reprit en septembre. Il avait alors loué un appartement à Ayasoluk, dans un tel état de délabrement qu'il n'eut pas à payer de loyer. Il explora les abords du Grand Gymnase, que sa source principale Richard Chandler considérait comme le temple. Il creusa aussi au niveau du port antique. Il semble qu'il ait creusé un peu au hasard. Il mit seulement quelques inscriptions au jour. Il avait ainsi creusé à ses frais soixante-quinze trous assez profonds sur le plateau au sud-ouest d'Ayasoluk.
Au début de 1864, il se tourna vers le British Museum à qui il écrivit pour demander £100 de financement. Sa lettre reçut un accueil favorable : Charles Newton, conservateur du Département des Antiquités grecques et romaines au British Museum, avait découvert le mausolée d'Halicarnasse dans des conditions un peu similaires alors qu'il était Vice-Consul de Grande-Bretagne à Lesbos. Il ne vit donc pas d'un mauvais œil cette démarche. De plus, qu'un agent du British Museum découvrît une seconde Merveille du Monde n'était pas pour déplaire à ses directeurs. Wood obtint son financement. Comme le travail avait repris sur la voie ferrée, il était retourné à Smyrne et ne pouvait se rendre sur le chantier tous les jours. Il avait engagé un contremaître qui supervisait une quarantaine d'ouvriers. Ils dégagèrent l'odéon sous plus de dix mètres de terre. De très nombreuses inscriptions furent mises au jour. Cependant, cela ne convenait pas à Wood qui ne désirait que le temple. Il passa ses soirées avec son épouse à reconstituer les puzzles des inscriptions, espérant y découvrir des indices. Il commença à devenir célèbre et les voyageurs inscrivaient son chantier de fouilles parmi les étapes de leur périple. Il fut même victime d'un tentative d'assassinat.
De 1866 à 1868, grâce à une nouvelle avance du British Museum, Wood fit fouiller la zone du théâtre. En 1868, ses découvertes furent embarquées sur le H.M.S Terrible. L'investissement du musée portait ses fruits. Cependant, les difficultés commencèrent à s'accumuler. À cause de la malaria, endémique dans les marais autour du site, la santé de Wood se détériora. Il retourna en Angleterre à l'été 1867. Il avait des problèmes pour recruter depuis qu'un de ses ouvriers avait été assassiné et tous les autres arrêtés le temps de l'enquête qui n'aboutit pas. Il fut victime de nouvelles tentatives d'assassinat. Les brigands s'en prirent à son chantier. Il tomba dans un de ses trous. Les paysans locaux protestèrent contre ces mêmes trous qui rendaient leurs terres impropres à la culture et ils demandèrent une augmentation des compensations financières. La demande la plus élevée fut de £50 que Wood réussit à ramener à £3. Enfin, ses estampages d'inscriptions furent attaqués par des souris.
La campagne de 1867 sur le théâtre avait cependant mis au jour une inscription concernant les statuettes d'or et d'argent données au temple par le riche Romain C. Vibius Salutaris. Elle décrivait les statuettes et leur itinéraire depuis la ville jusqu'au temple par la Porte de Magnésie. Utiliser cette porte pour retrouver le temple avait été l'idée de Falkener. Toute la saison 1868 fut consacrée au dégagement de la route. Après une quarantaine de mètres, il parvint à un embranchement. Wood continua à dégager les deux branches vers Magnésie et vers Ayasoluk. Là, au bout de 150 mètres, il découvrit la stoa, que Philostrate d'Athènes disait mesurer 1 stade (600 pieds). Fin mai, à court d'argent, il suspendit le chantier et retourna en Angleterre.
Le British Museum lui renouvela sa confiance et son financement. La campagne 1869 progressa de près d'un kilomètre en direction d'Ayasoluk. Des tombes furent mises au jour. Au pied de la colline d'Ayasoluk, une route large de quinze mètres et bordée de sarcophages de marbre blanc fut dégagée. Les fouilles durent s'interrompre car les paysans refusèrent que leurs champs d'orge, presque mûrs, soient touchés. Wood décida de s'attaquer à une oliveraie, mais son firman était arrivé à expiration. Il fit un rapide aller-retour à Constantinople et réussit à le renouveler. Lorsque ses ouvriers creusèrent entre les oliviers, ils dégagèrent un épais mur de pierres très massives. Mais, ils refusèrent de creuser plus avant sans être payés et les fonds de Wood étaient épuisés. Il obtint une rallonge du British Museum qui précisa que ce serait la dernière si le temple n'était pas découvert. Le mur put être dégagé. Deux inscriptions furent révélées. Elles désignaient le mur comme étant celui qu'Auguste avait fait construire autour du temple. Le British Museum lui accorda alors les fonds pour acheter l'intégralité du terrain.
Le 31 décembre 1869 il mit le temple au jour, sous six mètres de sable et surtout sous la nappe phréatique qui était remontée depuis l'Antiquité. L'année suivante, plus de 100 m3 furent enlevés (le tas de gravats posa problème en 1904 lors d'une nouvelle campagne de fouilles). Une mosaïque, six fûts de colonne, un chapiteau et une base furent dégagés. En septembre 1871, lors de la nouvelle campagne de fouilles, il fallut d'abord assécher le chantier inondé. Au bout de dix jours, une partie de la frise des Amazones fut dégagée. Le fragment pesait onze tonnes. La route céda sous le poids lors de son départ pour Londres.
De 1872 à 1874, plus de 3 700 mètres cubes de terre avaient été enlevés pour plus de £6 000 avec pour résultat plus de 60 tonnes de sculptures transportées d'Asie mineure à Londres.

### Fin de carrière
En 1874, Wood était en très mauvaise santé. Il quitta donc le site et rentra à Londres où il donna quelques conférences et publia ses Discoveries at Ephesus. Il fit aussi quelques tableaux exposés à la Royal Academy.
En 1874, il fut élu membre du Royal Institute of British Architects, et en 1875 membre de la Society of Antiquaries. Le gouvernement britannique lui accorda une pension de £200 pour les services qu'il avait rendu avec ses découvertes.